# Meri Puig Rebustes
Meri Puig Rebustes, coneguda com a Meri Puig (Barcelona, 26 de febrer de 1962) és una alpinista i guia de muntanya catalana, psicòloga de professió.
Després de pertànyer a la Unió Excursionista Urgellenca, el 1981 va ingressar al Centre Acadèmic d'Escalada, del Centre Excursionista de Catalunya, del qual és membre activa, així com de l'AGRUEC. És mestra d'escalada en roca de l'Escola Catalana d'Alta Muntanya (ECAM) i instructora del Grup de Socors de Muntanya (GSM). Entre les seves activitats més destacades es troben l'escalada i l'obertura de vies a diferents indrets. Així destaquen les seves incursions a Montserrat, a la cara nord-est i l'esperó central de Les Courtes al Massís del Mont Blanc, als Picos de Europa, la via "Rabadá-Navarro" al Pic Gallinero i al Naranjo de Bulnes, la Vía Brujas al Tozal i Ravier del Mallo, la via Serón-Millán als Mallos de Riglos. Vía Jean Sante al Pic de Mieidia d'Aussau. El 1982 pujà per la cresta sud de l'Agulla Negra de Peuterey als Alps i el 1984 fou la cap de la primera expedició femenina al Kangtega, de 6.782 m., a l'Himàlaia. El 1988 fou la primera dona de l'Estat que va intentar pujar a l'Everest.